# Lucky: No Time for Love
 (décembre 2017).
Si vous disposez d'ouvrages ou d'articles de référence ou si vous connaissez des sites web de qualité traitant du thème abordé ici, merci de compléter l'article en donnant les références utiles à sa vérifiabilité et en les liant à la section « Notes et références ».
Pour les articles homonymes, voir Lucky.
Pour plus de détails, voir Fiche technique et Distribution.
Lucky: No Time for Love (लकी) est un film indien réalisé par Radhika Rao et Vinay Sapru. Il est sorti en 2005 en Inde.

## Synopsis
M. Negi vient d’être muté à l’ambassade indienne de Saint-Pétersbourg. Il s’installe avec sa femme et ses deux filles, Dhana et Lucky, dans cette ville inconnue. L’adaptation à cette nouvelle vie est difficile. Un matin d’examen, sur le chemin de l’école, Lucky évite de justesse de se faire agresser et va se cacher à l'intérieur d'une voiture. Le propriétaire de cette voiture n’est autre que Aditya Sekhri, le fils de l’ambassadeur. Ils se trouvent bientôt pris en plein milieu d’une guerre civile qui vient d’éclater. Ils doivent au plus vite regagner l’ambassade d’Inde pour leur sécurité. Malgré la différence d’âge, des sentiments amoureux ne vont pas tarder à naître entre Lucky et Aditya. Mais dans cette période tourmentée, il n’y a vraiment pas de temps pour l’amour …

## Fiche technique
- Titre : Lucky: No Time for Love
- Titre original : लकी
- Réalisation : Radhika Rao et Vinay Sapru
- Scénario : Radhika Rao et Vinay Sapru
- Dialogues : Milip Zaveri
- Musique : Adnan Sami et Monty Sharma
- Photographie : Sudeep Chatterjee
- Montage : Sanjay Sankla
- Production : Sohail Khan, Bhushan Kumar et Krishan Kumar
- Société de production : Rao And Sapru Films et Sohail Khan Production
- Genre : Drame et romance
- Pays : Inde
- Langue originale : Hindî
- Lieu de tournage : Saint-Pétersbourg, Russie
- Durée : 141 minutes
- Dates de sortie : 8 avril 2005 en Inde

## Distribution
- Salman Khan : Aditya Adi Sekhri
- Sneha Ullal : Lucky Negi
- Mithun Chakraborty : Colonel Pindi Das Kapoor
- Kader Khan : docteur
- Navni Parihar : Anjali Negi
- Ravi Baswani : M. Negi
- Vikram Gokhale : Ambassadeur Sekhri
- Mumait Khan : Sunaina

## Musique
La musique, écrite par Adnan Sami, a fortement contribué au succès du film. 
Lucky comporte cinq scènes chantées :
- Jaan Meri Ja Rahi Sanam : interprété par Anuradha Paudwal et Udit Narayan

- Sun Zara : interprété par Sonu Nigam

- Shayad Yahi To Pyar Hai : interprété par Lata Mangeshkar et Adnan Sami

- Chori Chori : interprété par Alka Yagnik et Sonu Nigam

- Lucky Lips : interprété par Asha Bhosle

## Autour du film
Lucky est le premier film de Bollywood à être tourné en Russie et donc à St Petersbourg.
Lata Mangeshkar, à 75 ans, prête sa voix à l’actrice Sneha Ullal, 17 ans, lors de la chanson "Shayad yahi to pyar hai". Lata Mangeshkar ne savait pas lors de l’enregistrement que la chanson s’adressait à une si jeune fille. Elle savait uniquement qu’il s’agissait d’une chanson sur la découverte de l’amour. La ressemblance, en plus jeune, de Sneha Ullal avec Aishwarya Rai de par son physique et son jeu est assez troublante et n’a échappé à personne. Sneha Ullal, pour sa première apparition à l’écran, fait une entrée remarquée dans le monde de Bollywood.
Le rôle principal féminin devait initialement être attribué à Riddhima Kapoor, la fille de Rishi Kapoor et Neetu Singh.
Lucky est le premier film du duo de réalisateur Radhika Rao et Vinay Sapru